# 2009–2010-es UEFA Női Bajnokok Ligája
Az UEFA Női Bajnokok Ligája első kiírása. Ha jogelődjét, a Női UEFA-kupát is beleszámítjuk, akkor kilencedik alkalommal rendezte meg az UEFA a legjobb európai női labdarúgó klubcsapatok vetélkedőjét.
A Női UEFA-kupához képest fontos változás, hogy a nyolc legmagasabban rangsorolt bajnokság ezüstérmesei is elindulhattak a küzdelemsorozaton. Ugyancsak változás, hogy ebben az évben már nem kettő, hanem csak egy selejtező fordulót (négyescsapatos minitornákat) rendeztek, viszont ettől a sorozattól kezdődően 32 együttes kerül a főtáblára (az egyenes kieséses szakaszba), a korábbi nyolc helyett.
Törökország először indított csapatot a női klubtornán.
A döntőt ebben az idényben már nem a megszokott oda-visszavágós rendszerben, hanem a férfi Bajnokok Ligája fináléja előtt két nappal, és azzal azonos helyszínen (Madrid, 2010. május 20.) rendezték meg.

## Résztvevők

### Nemzeti bajnokságok rangsora
A csapatok utóbbi öt évben (2003-08) nyújtott teljesítménye alapján, helyezte az UEFA rangsorba a női nemzeti bajnokságokat (ún. bajnokság-együttható). Ez alapján döl el, mely országok indíthatnak két csapatot a tornán, illetve, hogy a Főtáblán vagy a Selejtezőben kell-e csatlakoznia a mezőnyhöz egy csapatnak.
| - 1. Németország (78.000) - 2. Svédország (72.500) - 3. Anglia (48.000) - 4. Franciaország (40.000) - 5. Dánia (39.000) - 6. Oroszország (34.000) - 7. Norvégia (32.000) - 8. Olaszország (28.500) - 9. Izland (25.000) - 10. Fehéroroszország (19.500) - 11. Hollandia (19.500) - 12. Spanyolország (19.000) - 13. Csehország (18.000) - 14. Ausztria (16.500) - 15. Belgium (14.000) | - 16. Kazahsztán (14.000) - 17. Lengyelország (13.500) - 18. Ukrajna (13.000) - 19. Svájc (12.500) - 20. Szerbia (12.000) - 21. Görögország (10.500) - 22. Finnország (9.500) - 23. Magyarország (9.500) - 24. Bosznia-Hercegovina (7.500) - 25. Moldova (7.500) - 26. Izrael (7.000) - 27. Azerbajdzsán (7.000) - 28. Románia (6.500) - 29. Skócia (6.000) - 30. Portugália (5.500) | - 31. Bulgária (5.500) - 32. Szlovénia (5.000) - 33. Szlovákia (4.500) - 34. Horvátország (4.000) - 35. Wales (4.000) - 36. Litvánia (3.000) - 37. Észak-Macedónia (2.500) - 38. Feröer (2.000) - 39. Írország (1.500) - 40. Észak-Írország (1.500) - 41. Észtország (0.000) - 42. Ciprus (0.000) - 43. Grúzia (0.000) - 44. Málta (0.000) - 45. Törökország (0.000) |  |

### Csapatok
A Selejtező csapatai:
- 1-8. helyen rangsorolt bajnokságok ezüstérmesei
- 25-45. helyen rangsorolt bajnokságok győztesei (Azerbajdzsán nem indított csapatot)

A Főtábla csapatai (egyenes kieséses szakasz):
- címvédő
- 1-24. helyen rangsorolt bajnokságok győztesei
- A Selejtező 7 csoportjának győztesei

| A Főtáblán csatlakozó csapatok | A Főtáblán csatlakozó csapatok | A Főtáblán csatlakozó csapatok | A Főtáblán csatlakozó csapatok | A Főtáblán csatlakozó csapatok |
| ------------------------------ | ------------------------------ | ------------------------------ | ------------------------------ | ------------------------------ |
| FCR 2001 DuisburgCV            | Fortuna Hjørring               | Universitet Vityebszk          | Standard Liège                 | Mašinac Niš                    |
| 1. FFC Turbine Potsdam         | Zvezda-2005                    | AZ Alkmaar                     | Alma KTZh                      | PAÓK Szaloniki                 |
| Umeå IK                        | Røa Dynamite Girls             | Rayo Vallecano                 | Unia Racibórz                  | FC Honka Espoo                 |
| Arsenal                        | Bardolino Verona               | Sparta Praha                   | Zhilstroy-1                    | Viktória FC                    |
| Olympique Lyon                 | Valur Reykjavík                | SV Neulengbach                 | FC Zürich                      | SFK 2000 Sarajevo              |

| A Selejtezőben induló csapatok | A Selejtezőben induló csapatok | A Selejtezőben induló csapatok | A Selejtezőben induló csapatok | A Selejtezőben induló csapatok |
| ------------------------------ | ------------------------------ | ------------------------------ | ------------------------------ | ------------------------------ |
| Bayern München                 | Strommen                       | 1º de Dezembro                 | Gintra Universitetas           | Apóllon Lemeszú                |
| Linköpings FC                  | Torres Calcio                  | NSZA Szófia                    | ZFK Tikvesanka                 | Norchi Dinamoeli               |
| Everton                        | Roma Calfa                     | KRKA Novo Mesto                | KÍ Klaksvík                    | Birkirkara                     |
| Montpellier                    | Maccabi Holon                  | Slovan Duslo Šaľa              | St. Francis                    | Trabzonspor                    |
| Brøndby IF                     | CFF Clujana                    | Osijek                         | Glentoran                      |                                |
| Rosszijanka                    | Glasgow City                   | Cardiff City                   | Levadia Tallinn                |                                |

| Csapatot nem indító országok | Csapatot nem indító országok | Csapatot nem indító országok | Csapatot nem indító országok | Csapatot nem indító országok |
| ---------------------------- | ---------------------------- | ---------------------------- | ---------------------------- | ---------------------------- |
| Azerbajdzsán                 | Lettország                   | Albánia                      | Liechtenstein                | San Marino                   |
| Örményország                 | Luxemburg                    | Montenegró                   | Andorra                      |                              |

## Dátumok
| Dátum                                        | Esemény                                        |
| -------------------------------------------- | ---------------------------------------------- |
| 2009. június 24.                             | A Selejtezőkör sorsolása                       |
| 2009. július 30., augusztus 1., augusztus 4. | A Selejtezőkör játéknapjai                     |
| 2009. augusztus 14.                          | A 16 közé jutásért és a Nyolcaddöntő sorsolása |
| 2009. szeptember 30.                         | 16 közé jutásért, odavágó                      |
| 2009. október 7.                             | 16 közé jutásért, visszavágó                   |
| 2009. november 4.                            | Nyolcaddöntő, odavágó                          |
| 2009. november 11.                           | Nyolcaddöntő, visszavágó                       |
| 2009. november 20.                           | A Negyeddöntő és az Elődöntő sorsolása         |
| 2010. március 10.                            | Negyeddöntő, odavágó                           |
| 2010. március 17.                            | Negyeddöntő, visszavágó                        |
| 2010. április 10-11.                         | Elődöntő, odavágó                              |
| 2010. április 17-18.                         | Elődöntő, visszavágó                           |
| 2010. május 20.                              | Döntő, Estadio Santiago Bernabeu, Madrid       |

## Selejtező

### Kiemelés
| 1. kalap - Brøndby IF (48.000) - Montpellier (43.500) - Rosszijanka (39.000) - Bayern München (37.000) - Linköpings FC (33.750) - Everton (29.000) - Torres Calcio (21.250) | 2. kalap - Strommen (13.500) - Clujana (11.250) - 1º de Dezembro (10.500) - Maccabi Holon (9.750) - NSZA Szófia (7.750) - KRKA (7.250) - Gintra Universitetas (6.750) | 3. kalap - Glasgow City (6.250) - Cardiff City (5.250) - Slovan Duslo Šaľa (3.750) - KÍ (3.750) - Osijek (2.750) - Roma Calfa (2.750) - St. Francis (1.500) | 4. kalap - Glentoran (1.000) - Tikvesanka (0.750) - Levadia Tallin (0.000) - Birkirkara (0.000) - Apóllon Lemeszú (0.000) - Norchi Dinamoeli (0.000) - Trabzonspor (0.000) |  |

- A csoportgyőztesek jutnak tovább a Főtáblára.

| Csapat               | M | GY | D | V | LG | KG | GK  | P |
| -------------------- | - | -- | - | - | -- | -- | --- | - |
| Bayern München       | 3 | 3  | 0 | 0 | 32 | 2  | +30 | 9 |
| Glasgow City         | 3 | 2  | 0 | 1 | 13 | 5  | +8  | 6 |
| Gintra Universitetas | 3 | 1  | 0 | 2 | 7  | 11 | -4  | 3 |
| Norchi Dinamoeli     | 3 | 0  | 0 | 3 | 1  | 35 | -34 | 0 |

| 07.30. | Bayern München       | 5 - 2  | Glasgow City         |
|        | Gintra Universitetas | 7 - 1  | Norchi Dinamoeli     |
| 08.01. | Bayern München       | 19 - 0 | Norchi Dinamoeli     |
|        | Glasgow City         | 2 - 0  | Gintra Universitetas |
| 08.04. | Gintra Universitetas | 0 - 8  | Bayern München       |
|        | Norchi Dinamoeli     | 0 - 9  | Glasgow City         |

| Csapat         | M | GY | D | V | LG | KG | GK  | P |
| -------------- | - | -- | - | - | -- | -- | --- | - |
| Montpellier    | 3 | 3  | 0 | 0 | 12 | 1  | +11 | 9 |
| NSZA Szófia    | 3 | 2  | 0 | 1 | 7  | 4  | +3  | 6 |
| KÍ Klaksvík    | 3 | 1  | 0 | 2 | 5  | 6  | -1  | 3 |
| ZFK Tikvesanka | 3 | 0  | 0 | 3 | 3  | 16 | -13 | 0 |

| 07.30. | Montpellier | 2 - 0 | Klaksvík    |
|        | NSZA Szófia | 5 - 0 | Tikvesanka  |
| 08.01. | Montpellier | 7 - 1 | Tikvesanka  |
|        | Klaksvík    | 1 - 2 | NSZA Szófia |
| 08.04. | NSZA Szófia | 0 - 3 | Montpellier |
|        | Tikvesanka  | 2 - 4 | Klaksvík    |

| Csapat         | M | GY | D | V | LG | KG | GK  | P |
| -------------- | - | -- | - | - | -- | -- | --- | - |
| Brøndby IF     | 3 | 3  | 0 | 0 | 12 | 0  | +12 | 9 |
| 1º de Dezembro | 3 | 2  | 0 | 1 | 13 | 1  | +12 | 6 |
| Cardiff City   | 3 | 1  | 0 | 2 | 10 | 9  | +1  | 3 |
| Birkirkara     | 3 | 0  | 0 | 3 | 1  | 26 | -25 | 0 |

| 07.30. | 1º de Dezembro | 10 - 0 | Birkirkara     |  |
|        | Brøndby        | 5 - 0  | Cardiff City   |  |
| 08.01. | Cardiff City   | 0 - 3  | 1º de Dezembro |  |
|        | Brøndby        | 6 - 0  | Birkirkara     |  |
| 08.04. | 1º de Dezembro | 0 - 1  | Brøndby        |  |
|        | Birkirkara     | 1 - 10 | Cardiff City   |  |

| Csapat            | M | GY | D | V | LG | KG | GK  | P |
| ----------------- | - | -- | - | - | -- | -- | --- | - |
| Torres Calcio     | 3 | 3  | 0 | 0 | 13 | 0  | +13 | 9 |
| Slovan Duslo Šaľa | 3 | 1  | 1 | 1 | 4  | 4  | 0   | 4 |
| Trabzonspor       | 3 | 1  | 0 | 2 | 3  | 11 | -8  | 3 |
| Krka Novo Mesto   | 3 | 0  | 1 | 2 | 2  | 7  | -5  | 1 |

| 07.30. | Torres Calcio     | 1 - 0 | Slovan Duslo Šaľa |
|        | Krka Novo Mesto   | 0 - 2 | Trabzonspor       |
| 08.01. | Torres Calcio     | 9 - 0 | Trabzonspor       |
|        | Slovan Duslo Šaľa | 2 - 2 | Krka Novo Mesto   |
| 08.04. | Krka Novo Mesto   | 0 - 3 | Torres Calcio     |
|        | Trabzonspor       | 1 - 2 | Slovan Duslo Šaľa |

| Csapat        | M | GY | D | V | LG | KG | GK  | P |
| ------------- | - | -- | - | - | -- | -- | --- | - |
| Linköpings FC | 3 | 3  | 0 | 0 | 20 | 0  | +20 | 9 |
| CFF Clujana   | 3 | 2  | 0 | 1 | 10 | 6  | +4  | 6 |
| Glentoran     | 3 | 1  | 0 | 2 | 2  | 4  | -2  | 3 |
| Roma Calfa    | 3 | 0  | 0 | 3 | 0  | 22 | -22 | 0 |

| 07.30. | Clujana       | 1 - 0  | Glentoran     |
|        | Linköpings FC | 11 - 0 | Roma Calfa    |
| 08.01. | Roma Calfa    | 0 - 9  | Clujana       |
|        | Linköpings FC | 3 - 0  | Glentoran     |
| 08.04. | Clujana       | 0 - 6  | Linköpings FC |
|        | Glentoran     | 2 - 0  | Roma Calfa    |

| Csapat          | M | GY | D | V | LG | KG | GK  | P |
| --------------- | - | -- | - | - | -- | -- | --- | - |
| Rosszijanka     | 3 | 3  | 0 | 0 | 19 | 0  | +19 | 9 |
| Apóllon Lemeszú | 3 | 2  | 0 | 1 | 6  | 1  | +5  | 6 |
| Maccabi Holon   | 3 | 1  | 0 | 2 | 2  | 11 | -9  | 3 |
| St. Francis     | 3 | 0  | 0 | 3 | 0  | 15 | -15 | 0 |

| 07.30. | Rosszijanka     | 11 - 0 | St. Francis     |
|        | Maccabi Holon   | 0 - 4  | Apóllon Lemeszú |
| 08.01. | Rosszijanka     | 1 - 0  | Apóllon Lemeszú |
|        | St. Francis     | 0 - 2  | Maccabi Holon   |
| 08.04. | Maccabi Holon   | 0 - 7  | Rosszijanka     |
|        | Apóllon Lemeszú | 2 - 0  | St. Francis     |

## G csoport
| Csapat          | M | GY | D | V | LG | KG | GK  | P |
| --------------- | - | -- | - | - | -- | -- | --- | - |
| Everton         | 3 | 3  | 0 | 0 | 11 | 1  | +10 | 9 |
| Strommen        | 3 | 2  | 0 | 1 | 14 | 1  | +13 | 6 |
| Levadia Tallinn | 3 | 1  | 0 | 2 | 4  | 13 | -9  | 3 |
| Osijek          | 3 | 0  | 0 | 3 | 2  | 16 | -14 | 0 |

Helyszínek: Eszék, Vinkovci 
| 07.30. | Everton         | 3 - 1 | Osijek          |
|        | Strommen        | 5 - 0 | Levadia Tallinn |
| 08.01. | Everton         | 7 - 0 | Levadia Tallinn |
|        | Osijek          | 0 - 9 | Strommen        |
| 08.04. | Strommen        | 0 - 1 | Everton         |
|        | Levadia Tallinn | 4 - 1 | Osijek          |

## Főtábla

### 16 közé jutásért

#### Kiemelés
| Kiemelt csapatok - FCR 2001 Duisburg (56.000) - Umeå IK (84.750) - 1. FFC Turbine Potsdam (79.000) - Arsenal (73.000) - Olympique Lyon (52.500) - Brøndby IF (48.000) - Zvezda-2005 (44.000) - Montpellier (43.500) - Rosszijanka (39.000) - Bayern München (37.000) - Bardolino Verona (33.750) - Linköpings FC (33.750) - Valur Reykjavík (32.000) - Everton (29.000) - SV Neulengbach (24.750) - Sparta Praha (22.750) | Kiemelés nélküli csapatok - Alma KTZh (22.500) - Torres Calcio (21.250) - Universitet Vityebszk (20.000) - Røa Dynamite Girls (19.500) - Fortuna Hjørring (16.000) - Mašinac Niš (14.000) - AZ Alkmaar (11.500) - SFK 2000 Sarajevo (10.500) - Zsilsztroj-1 Harkiv (10.000) - Rayo Vallecano (9.750) - FC Zürich (9.000) - PAÓK Szaloniki (8.250) - Standard Liège (7.500) - FC Honka Espoo (7.250) - Unia Racibórz (6.750) - Viktória FC (5.750) |

| 1. csapat             | Össz.  | 2. csapat              | 1. mérk. | 2. mérk. |
| --------------------- | ------ | ---------------------- | -------- | -------- |
| Standard Liège        | 1 - 3  | Montpellier            | 0 - 0    | 1 - 3    |
| Unia Racibórz         | 2 - 3  | SV Neulengbach         | 1 - 3    | 1 - 0    |
| Torres Calcio         | 6 - 2  | Valur Reykjavík        | 4 - 1    | 2 - 1    |
| Zsilsztroj-1 Harkiv   | 0 - 11 | Umeå IK                | 0 - 5    | 0 - 6    |
| AZ Alkmaar            | 2 - 3  | Brøndby IF             | 1 - 2    | 1 - 1    |
| Alma KTZh             | 1 - 2  | Sparta Praha           | 1 - 0    | 0 - 2    |
| Mašinac Niš           | 0 - 6  | Olympique Lyon         | 0 - 1    | 0 - 5    |
| Universitet Vityebszk | 4 - 11 | FCR 2001 Duisburg      | 1 - 5    | 3 - 6    |
| Rayo Vallecano        | 2 - 5  | Rosszijanka            | 1 - 3    | 1 - 2    |
| Viktória FC           | 2 - 9  | Bayern München         | 0 - 5    | 2 - 4    |
| SFK 2000 Sarajevo     | 0 - 8  | Zvezda-2005            | 0 - 3    | 0 - 5    |
| FC Honka Espoo        | 1 -16  | 1. FFC Turbine Potsdam | 1 - 8    | 0 - 8    |
| PAÓK Szaloniki        | 0 - 18 | Arsenal                | 0 - 9    | 0 - 9    |
| Røa Dynamite Girls    | 3 - 2  | Everton                | 3 - 0    | 0 - 2    |
| FC Zürich             | 0 - 5  | Linköpings FC          | 0 - 2    | 0 - 3    |
| Fortuna Hjørring      | 5 - 2  | Bardolino Verona       | 4 - 0    | 1 - 2    |

### Nyolcaddöntő
| 1. csapat              | Össz.        | 2. csapat      | 1. mérk. | 2. mérk.     |
| ---------------------- | ------------ | -------------- | -------- | ------------ |
| FCR 2001 Duisburg      | 3 - 1        | Linköpings FC  | 1 - 1    | 2 - 0        |
| Rosszijanka            | 1 - 2        | Umeå IK        | 0 - 1    | 1 - 1        |
| Montpellier            | 1 - 0        | Bayern München | 0 - 0    | (h.u.) 1 - 0 |
| Fortuna Hjørring       | 0 - 6        | Olympique Lyon | 0 - 1    | 0 - 5        |
| 1. FFC Turbine Potsdam | 5 - 0        | Brøndby IF     | 1 - 0    | 4 - 0        |
| SV Neulengbach         | 2 - 8        | Torres Calcio  | 1 - 4    | 1 - 4        |
| Sparta Praha           | 0 - 5        | Arsenal        | 0 - 3    | 0 - 2        |
| Røa Dynamite Girls     | (i.g.) 1 - 1 | Zvezda-2005    | 0 - 0    | 1 - 1        |

### Negyeddöntő
| 1. csapat              | Össz.        | 2. csapat          | 1. mérk. | 2. mérk. |
| ---------------------- | ------------ | ------------------ | -------- | -------- |
| FCR 2001 Duisburg      | 4 - 1        | Arsenal            | 2 - 1    | 2 - 0    |
| Umeå IK                | (i.g.) 2 - 2 | Montpellier        | 0 - 0    | 2 - 2    |
| Olympique Lyon         | 3 - 1        | Torres Calcio      | 3 - 0    | 0 - 1    |
| 1. FFC Turbine Potsdam | 10 - 0       | Røa Dynamite Girls | 5 - 0    | 5 - 0    |

### Elődöntő
| 1. csapat         | Össz.         | 2. csapat              | 1. mérk. | 2. mérk. |
| ----------------- | ------------- | ---------------------- | -------- | -------- |
| Olympique Lyon    | 3 - 2         | Umeå IK                | 3 - 2    | 0 - 0    |
| FCR 2001 Duisburg | 1 - 1 (1-3 t) | 1. FFC Turbine Potsdam | 1 - 0    | 0 - 1    |

### Döntő
| 2010. május 20. |

| Olympique Lyon                                                       | 0–0 (h. u.) | 1. FFC Turbine Potsdam                                                      |
| -------------------------------------------------------------------- | ----------- | --------------------------------------------------------------------------- |
|                                                                      | (0–0)       |                                                                             |
| Büntetőpárbaj                                                        |             |                                                                             |
| Franco Dickenmann Kaci Henry Herlovsen Renard Simone Bouhaddi Thomis | 6–7         | Zietz Peter Odebrecht Mittag Kerschowski Nagaszato Bajramaj Sarholz Schmidt |

| Coliseum Alfonso Pérez, Getafe Nézőszám: 10 372 Játékvezető: Kirsi Heikkinen (finn) |